# ヘラルド・カリーヨ
- ジェラルド・カリーヨ
- ヘラルド・カリーロ
- ジェラルド・カリーロ

ヘラルド・カリーヨ（Gerardo Carrillo, 1998年9月13日 - ）は、メキシコのハリスコ州グアダラハラ出身のプロ野球選手（投手）。右投右打。MLBのワシントン・ナショナルズ所属。

## 経歴

### プロ入りとドジャース傘下時代
2016年にロサンゼルス・ドジャースと契約してプロ入り。
2017年、傘下のルーキー級ドミニカン・サマーリーグ・ドジャースでプロデビュー。14試合（先発10試合）に登板して5勝2敗、防御率2.79、32奪三振を記録した。
2018年はルーキー級アリゾナリーグ・ドジャースとA級グレートレイクス・ルーンズでプレーし、2球団合計で13試合（先発10試合）に登板して4勝1敗1セーブ、防御率1.50、50奪三振を記録した。
2019年はA+級ランチョクカモンガ・クエークスでプレーし、23試合（先発21試合）に登板して5勝9敗、防御率5.44、86奪三振を記録した。オフにはアリゾナ・フォールリーグに参加し、グレンデール・デザートドッグスに所属した。
2020年は新型コロナウイルスの影響でマイナーリーグの試合が開催されなかったため、公式戦の登板は無かった。オフの11月20日にルール・ファイブ・ドラフトでの流出を防ぐために40人枠入りした。
2021年は5月のマイナーリーグ開幕からAA級タルサ・ドリラーズでプレーした。

### ナショナルズ時代
2021年7月30日にマックス・シャーザー、トレイ・ターナーとのトレードで、ジョサイア・グレイ、キーバート・ルイーズ、ドノバン・ケイシーと共にワシントン・ナショナルズへ移籍した。移籍後は傘下のAA級ハリスバーグ・セネターズでプレーし、移籍前を含めた2球団合計で23試合（先発22試合）に登板して3勝7敗、防御率4.76、108奪三振を記録した。

## 投球スタイル
シンカーとスライダーのコンビネーションは高い評価を受けている。